# Charles Lester Marlatt

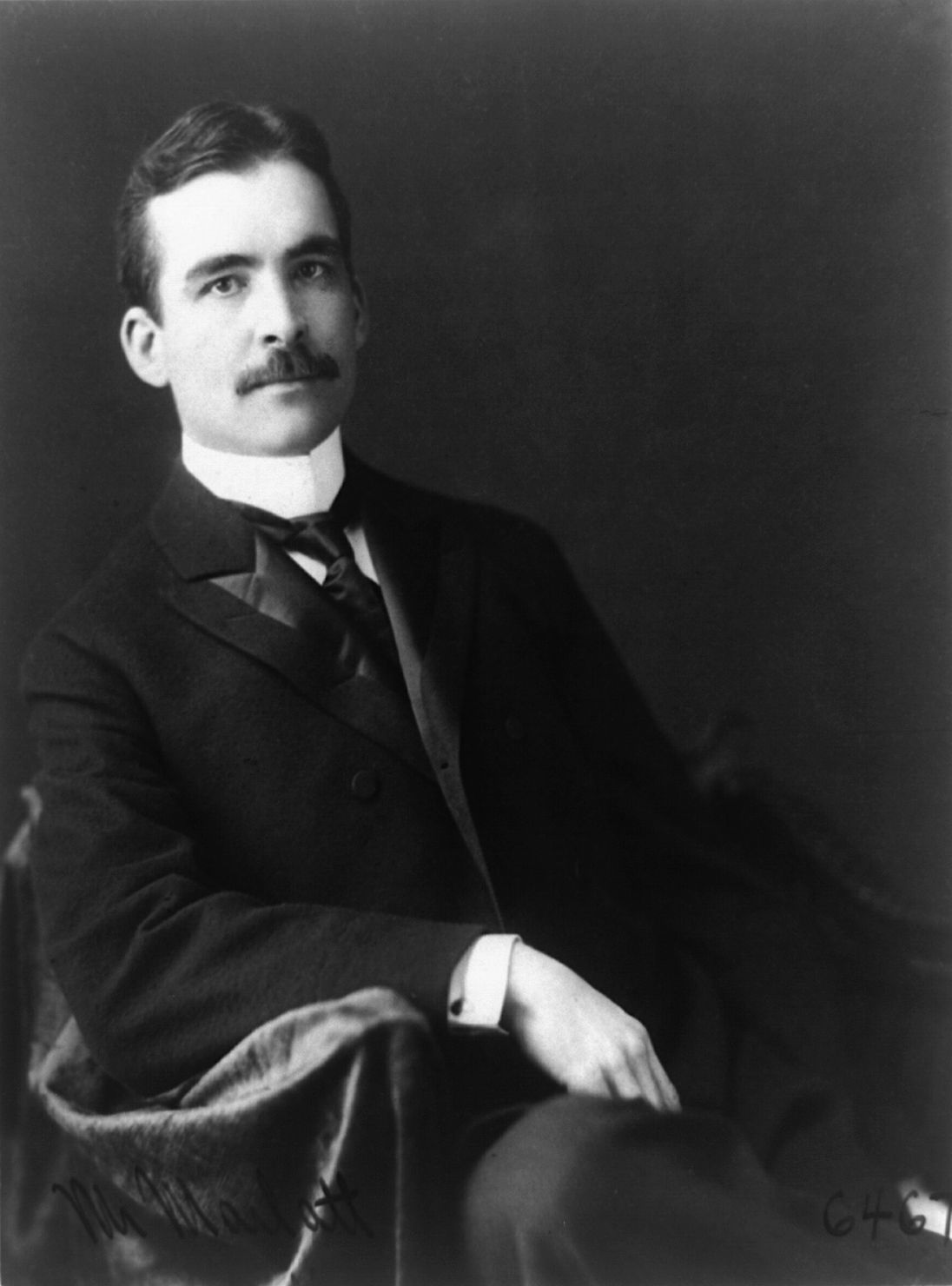
Charles Lester Marlatt

Charles Lester Marlatt (* 26. September 1863 in Atchison, Kansas, Vereinigte Staaten; † 3. März 1954) war ein US-amerikanischer Entomologe.

## Leben
Er wurde 1863 bei Atchison, Kansas, geboren.
Seine wissenschaftliche Laufbahn begann am Kansas State Agricultural College der Kansas State University (B.S., 1884; M.S., 1886). Dort wirkte er auch zwei Jahre als "Assistant Professor".
Marlatt führte Marienkäfer in die Vereinigten Staaten zur biologischen Bekämpfung und Kontrolle der San-José-Schildlaus ein. Er arbeitete später für das Bureau of Entomology im United States Department of Agriculture. 1912 wurde er zum Vorsitzenden des Federal Horticultural Board berufen. Er war Präsident der Entomological Society of Washington (1897–98) und der American Association of Economic Entomologists (1899).

## Werk
1907 lieferte er eine eingehende Beschreibung der "periodic cicadas", die bis heute gültig ist. In seinem Artikel regte Marlatt an, die Zikaden in 30 getrennte "Broods" (dt. Bruten, ~ Stämme/Jahrgänge) einzuteilen. Er teilte jeder Brood eine römische Nummer zu. Die Broods I-XVII bezeichneten dabei jeweils einen Jahrgang der 17 Kalenderjahre im Zyklus der "17-Jahres-Zikaden". Die Broods XVIII-XXX bezeichneten jeweils einen Jahrgang der 13 Kalenderjahre im Zyklus der "13-Jahres-Zikaden". Die Forschung hat ergeben, dass es in Wirklichkeit nicht jedes Jahr einen Jahrgang an Zikaden gibt. Man hat nur 15 unterschiedliche "Broods" nachweisen können. Trotzdem bleibt Marlatts Zählung in Gebrauch.

## Bibliographie
- Marlatt, C. L. (1898). "A consideration of the validity of the old records bearing on the distribution of the broods of the periodical cicada, with particular reference to the occurrence of broods VI and XXIII in 1898." Bulletin of the U.S. Bureau of Entomology. 18: 59-78.
- C.L. Marlatt: The Periodical Cicada: An Account of Cicada Septendecim, Its Natural Enemies and the Means of Preventing its Injury, Together With A Summary of the Distribution of the Different Broods (Bulletin No. 14 – New Series, U.S. Department of Agriculture, Division of Entomology). United States Government Printing Office, Washington, D.C. 1898, OCLC 10684275 (englisch, google.com).
- Marllat, C. L. (1898). "A new nomenclature for the broods of the periodical cicada. Miscellaneous results of work of the Division of Entomology." Bulletin of the USDA Division of Entomology. 18: 52-58.
- Marlatt, C. L. (1902). "A New Nomenclature for the Broods of the Periodical Cicada." USDA, Div. Of Entomology, Circ. No. 45. 8 pp.
- Marlatt, C. L. 1906. "The Periodical Cicada in 1906." USDA, Bureau Of Entomology, Circ. No. 14. 5 pp.
- Marlatt, C. L. (1907). "The periodical cicada". Bulletin of the USDA Bureau of Entomology. 71:1-181
- Marlatt, C. L. (1907). "The periodical cicada." U.S.D.A. Bureau Entomology Bulletin. 71: 1-181.
- Marlatt, C. L. (1908). "A successful seventeen-year breeding record for the periodical cicada." Proc. Entomol. Soc. Wash. 9: 16-18.
- Marlatt, C. L. (1919). "The '17-year locust' in 1919." U.S.D.A. Circular 127: 1-10.
- Marlatt, C. L. (1923). The periodical cicada. U.S.D.A. Bureau Entomology Bulletin 71: 1-183.
- More, Thomas, Singing Insects of North America, University of Florida map
- Post, Susan L. The Trill of a Life Time, photographs by Michael R. Jeffords, The Illinois Steward, Spring 2004.
- Stannard, Jr., Lewis. The Distribution of Periodical Cicadas in Illinois, 1975.